# دارن فریمن
دارن فریمن (انگلیسی: Darren Freeman؛ زادهٔ ۲۲ اوت ۱۹۷۳) بازیکن فوتبال اهل بریتانیا است.
از باشگاه‌هایی که در آن بازی کرده‌است می‌توان به باشگاه فوتبال مارگیت، باشگاه فوتبال هورشم، باشگاه فوتبال فولام، باشگاه فوتبال گیلینگام، باشگاه فوتبال وایت‌هاوک، باشگاه فوتبال برنتفورد، باشگاه فوتبال برایتون اند هوو آلبیون، باشگاه فوتبال لوس، و باشگاه فوتبال وورتینگ اشاره کرد.